# As Lions
As Lions ist eine 2015 gegründete Metal-Band aus London, Vereinigtes Königreich.

## Geschichte

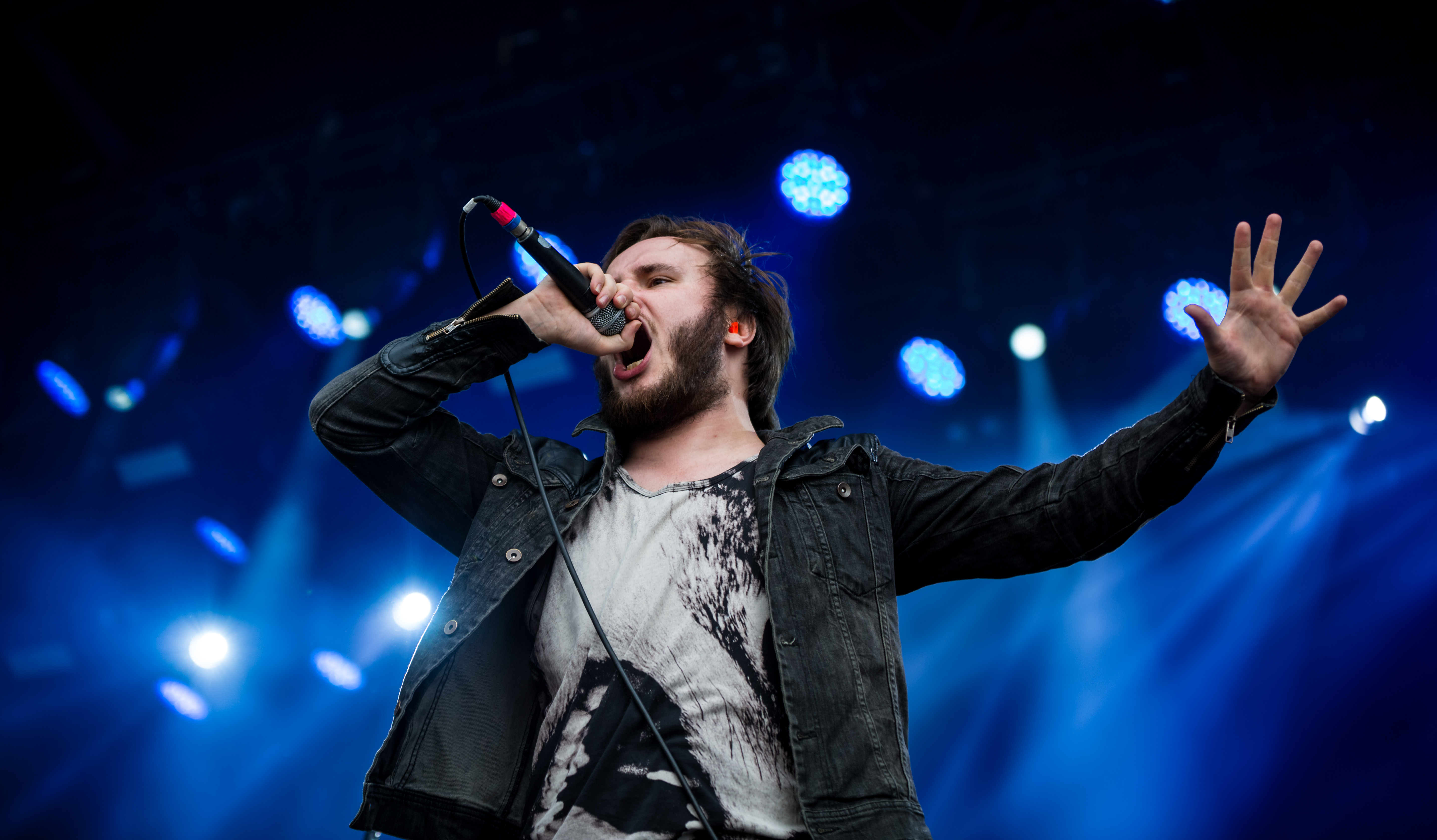
Austin Dickinson mit „As Lions“ live bei Rock am Ring 2017

Nachdem sich die Metalcore-Band Rise to Remain im Jahr 2015 aufgelöst hatte, gründeten Sänger Austin Dickinson, Gitarrist Will Homer und Bassist Conor O'Keefe im Anschluss offiziell As Lions, obwohl die Musiker bereits noch während des Bestehens von Rise to Remain an der Band arbeiteten. Nachdem mit David Fee und Stefan Whiting ein Schlagzeuger und ein Bassist zu dem Trio stießen, wechselte O'Keefe zur E-Gitarre und ans Keyboard. Im Dezember des Gründungsjahres unterzeichnete die Band einen Plattenvertrag bei Eleven Seven Music.
Im Oktober des Jahres 2016 veröffentlichte die Band mit Aftermath ihre Debüt-EP mit vier Titeln über dem Label. Als Produzent zeigte sich Dave Bendeth verantwortlich, der bereits mit Of Mice & Men, Paramore und Bring Me the Horizon zusammenarbeitete.
As Lions spielte bereits ausverkaufte Konzerte im Vereinigten Königreich als Vorband für Trivium und spielte auf den Musikfestivals Camden Rocks und dem Download-Festival. Gemeinsam mit Five Finger Death Punch, Shinedown und Sixx AM absolvierte As Lions im Oktober und November des Jahres 2016 ihre ersten Auftritte in den Vereinigten Staaten.
Am 20. Januar 2017 wurde mit Selfish Age das Debütalbum der Band herausgegeben. Wie auf der EP zeigte sich Bendeth auch auf dem Album als Produzent verantwortlich. Im April und Mai 2017 toure As Lions als Vorband für I Prevail auf deren Nordamerikatournee, welche außerdem von Starset, Cover Your Tracks und Vamps begleitet wird.

## Stil
As Lions spielen eine Variante des Metal, der mit Of Mice & Men und den neueren Bring Me the Horizon vergleichbar ist. Im Vergleich zu seinem Vater Bruce fühle sich Austin Dickinson in der modernen Rockmusik der US-amerikanischen Spielweise wohl, sodass die Musik eine Ähnlichkeit mit Linkin Park, 30 Seconds to Mars oder auch Five Finger Death Punch aufweise.

## Diskografie
- 2016: Aftermath (EP, Eleven Seven Music)
- 2017: Selfish Age (Album, Eleven Seven Music)